# Torymus micrurus
Torymus micrurus är en stekelart som beskrevs av Boucek 1994. Torymus micrurus ingår i släktet Torymus och familjen gallglanssteklar. Inga underarter finns listade i Catalogue of Life.